# یواس‌ان‌اس جاشوآ هامفریز (تی-ای‌او-۱۸۸)
یواس‌ان‌اس جاشوآ هامفریز (تی-ای‌او-۱۸۸) (به انگلیسی: USNS Joshua Humphreys (T-AO-188)) یک کشتی است که طول آن ۶۷۷ فوت (۲۰۶ متر) می‌باشد. این کشتی در سال ۱۹۸۶ ساخته شد.